# Roztocz truskawkowiec
Roztocz truskawkowiec (Phytonemus pallidus) – gatunek roztocza z rodziny różnopazurkowców (Tarsonemidae). W obrębie tego gatunku klasyfikowany jest też roztocz cyklamenowy opisywany wcześniej m.in. pod nazwą Steneotarsonemus fragariae, obecnie traktowany jako podgatunek Ph. p. fragariae.
Samica owalna z poprzeczną bruzdą między 2 a 3 parą kończyn, biała. Długość ciała 0,15 mm. Zimują zapłodnione samice u nasady roślin. Jaja są składane na młodych liściach. Płodność – 40 jaj. Występuje 4–5 pokoleń w sezonie. Nakłuwają i wysysają soki roślin ozdobnych (cyklameny, azalie, begonie, gerbery i wyżliny), powodując bielenie, żółknięcie i deformacje liści, niszczą wierzchołek wzrostu. Rośliny młode słabo plonują. Zwalczanie poprzez m.in. zdrową rozsadę oraz palenie liści.